# Leucopis ankophalla
Leucopis ankophalla är en tvåvingeart som beskrevs av Tanasijtshuk 2003. Leucopis ankophalla ingår i släktet Leucopis och familjen markflugor. Inga underarter finns listade i Catalogue of Life.